# اچ‌ام‌ان‌زداس پوکاکی (۲۰۰۸)
اچ‌ام‌ان‌زداس پوکاکی (۲۰۰۸) (به انگلیسی: HMNZS Pukaki (2008)) یک کشتی بود که طول آن ۵۵ متر (۱۸۰ فوت ۵ اینچ) بود. این کشتی در سال ۲۰۰۸ ساخته شد.